# بانک کارآفرین

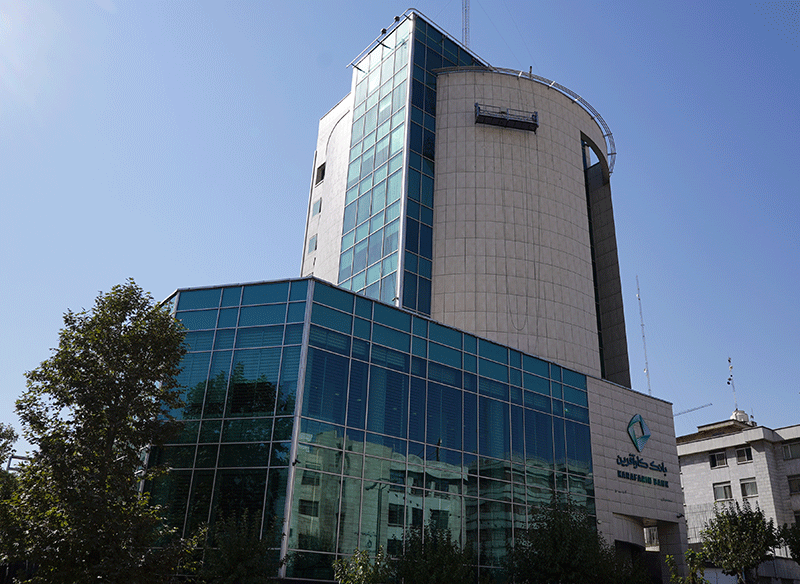
شعبه مرکزی بانک کارآفرین

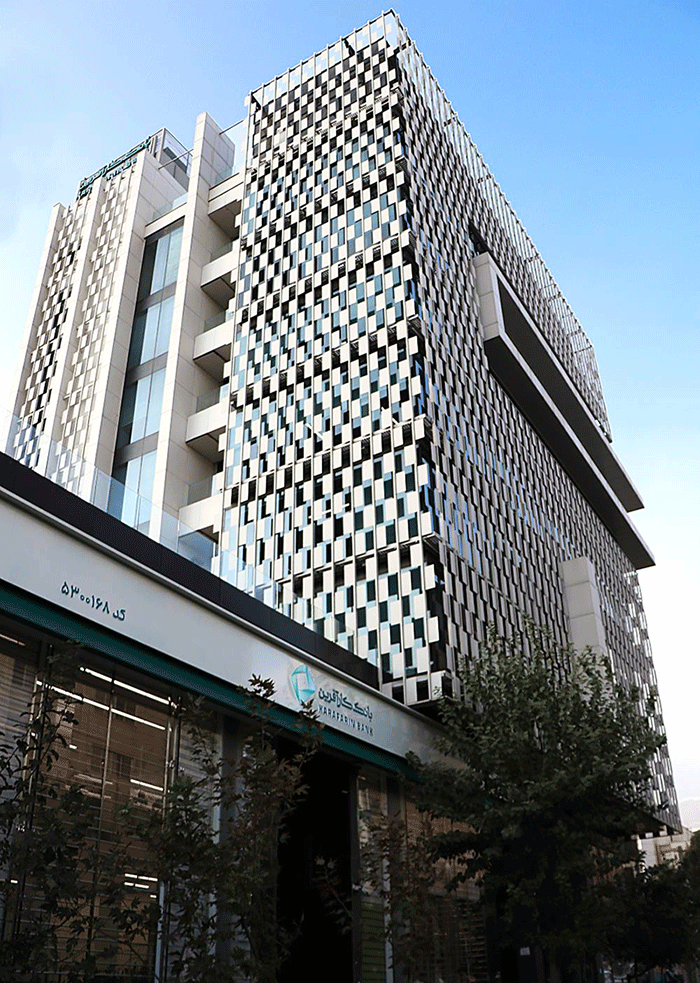
شعبه تابان بانک کارآفرین

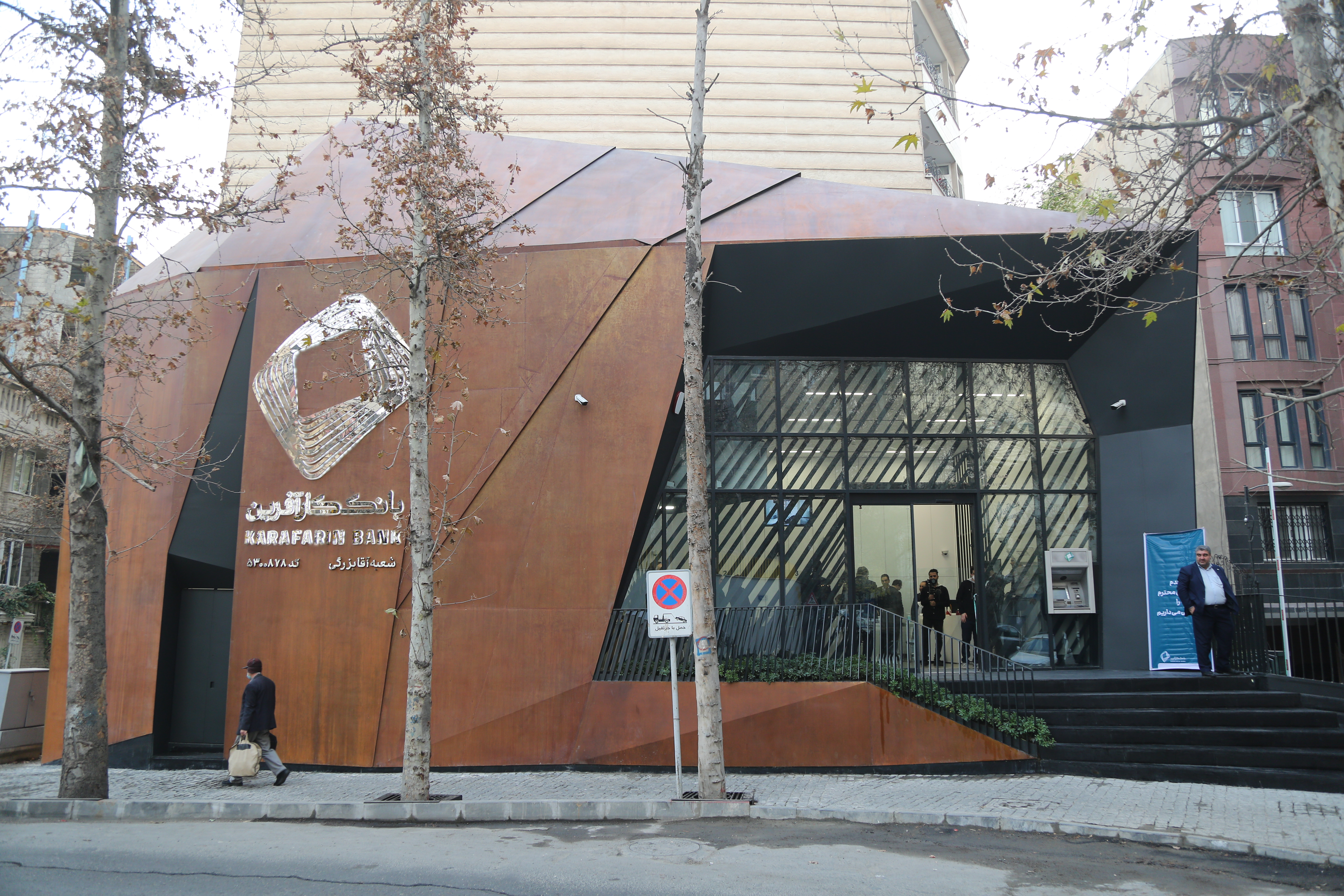
افتتاحیه شعبه آقابزرگی

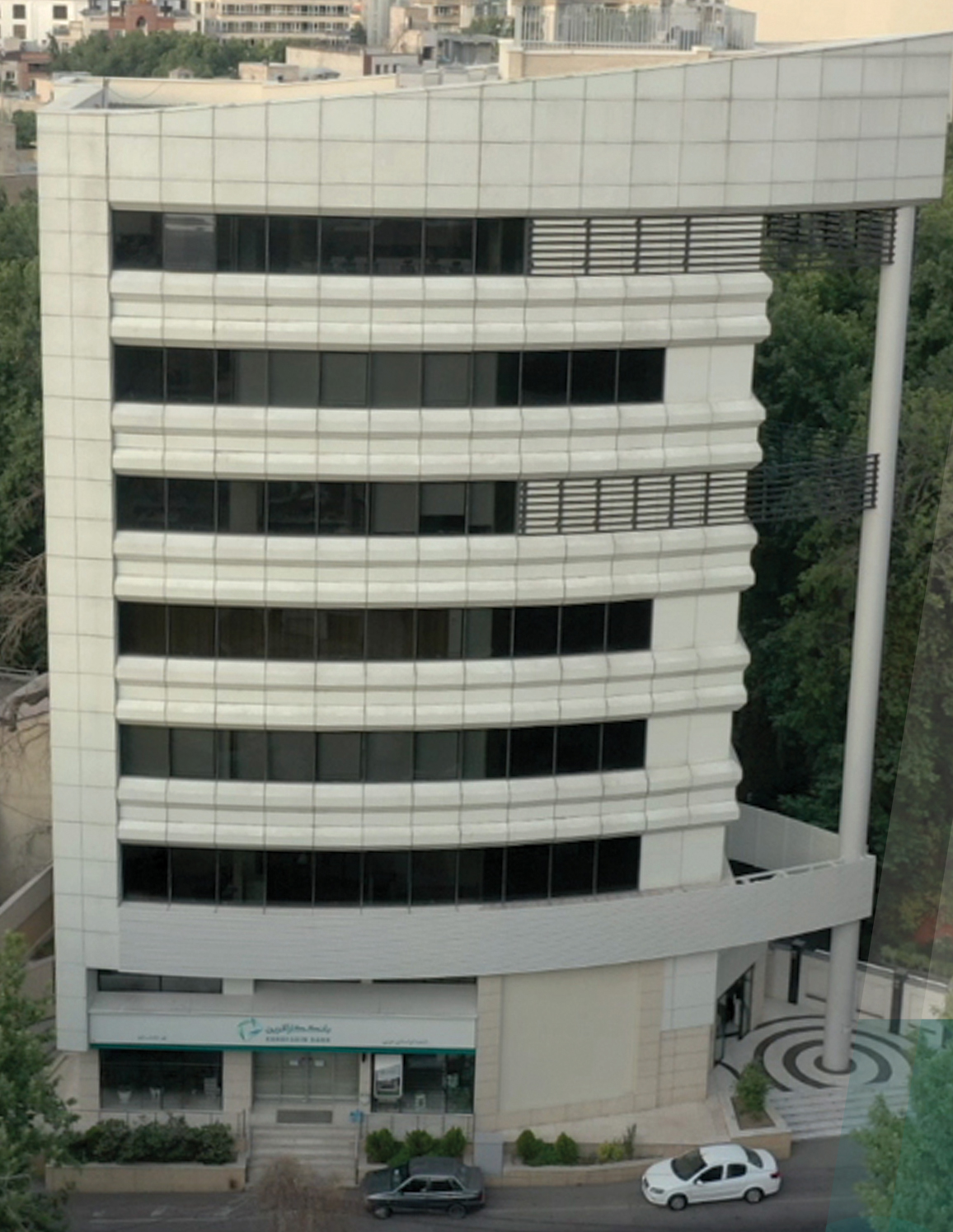
ساختمان جدید مرکز آموزش بانک کارآفرین

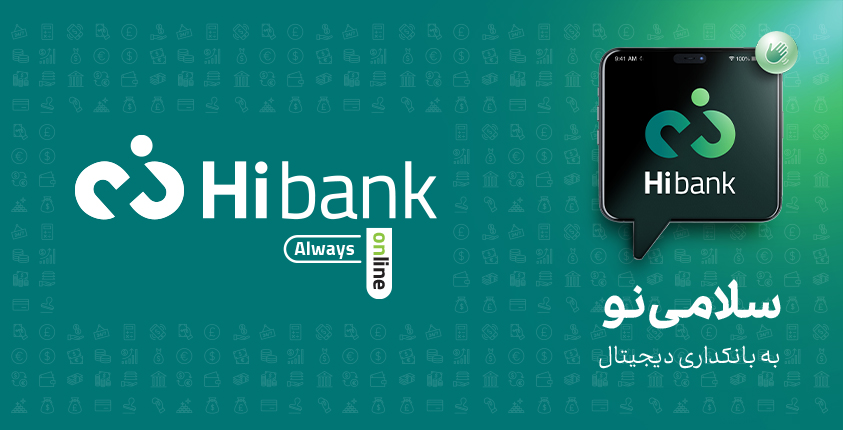
Hibank پلفرم جدید دیجیتال بانک کارآفرین

بانک کارآفرین، یکی از مجموعه بانک‌های خصوصی در ایران است. این بانک فعالیت خود را از ۱۸ آذر ۱۳۷۸ در چارچوب مؤسسه اعتباری غیربانکی تحت عنوان شرکت اعتباری کارآفرینان آغاز کرد. فعالیت رسمی این بانک در قالب یک بانک خصوصی، پس از اخذ مجوز از بانک مرکزی و تحقق افزایش سرمایه، از ۵ آذر ۱۳۷۹ آغاز شد. بررسی‌های کارشناسی از عملکرد مطلوب بانک کارآفرین موجب شد تا دو سال پس از تأسیس، در ۱۴ مرداد ۱۳۸۲ سهام بانک در سازمان بورس اوراق بهادار پذیرفته شود. نام بانک کارآفرین هم‌اکنون به عنوان یکی از اولین بانک‌های کشور در فهرست تابلوی بورس اوراق بهادار تهران قرار گرفته‌است. در ۸ اکتبر ۲۰۲۰ این بانک توسط وزارت خزانه‌داری آمریکا تحریم شد.

## تحریم
ستاد اجرایی فرمان امام نقش اصلی را در ادارهٔ بانک کارآفرین دارد. این بانک در ۸ اکتبر ۲۰۲۰ در فهرست سیاه وزارت خزانه‌داری آمریکا قرار گرفت و تحریم شد.

## تعداد شعب
بانک کارآفرین مجموعاً دارای ۱۰۸ شعبه است که از کل شعب بانک در پایان سال ۱۳۹۶، تعداد ۵۸ شعبه در استان تهران و مابقی در سایر استان‌ها در حال فعالیت هستند.

## دستاوردها:
- کسب نشان برنزین در پنجمین جایزه ملی مدیریت منابع انسانی 34000 در سال 1400
- کسب رتبه نخست بهره‌‌ وری در گروه بانک‌ها و موسسات اعتباری در بین ۵۰۰ شرکت بزرگ ایران
- کسب رتبه سوم در پاسخگویی به شهروندان در بین بانک‌های دولتی و خصوصی
- کسب تندیس سیمین دوازدهمین دوره جایزه مدیریت مالی ایران در سال 1400
- کسب رتبه برتر کنفرانس هوش تجاری ایران در بخش رسانه های دیجیتال در سال 1399
- کسب نشان سیمین در یازدهمین دوره جایزه ملی مدیریت مالی ایران در سال 1399

## گروه مالی کارآفرین:
صرافی کارآفرین
سرمایه گذاری کارآفرین
کارگزاری کارآفرین
لیزینگ کارآفرین
بیمه کارآفرین
ابنیه گستر کارآفرین
هلدینگ فناوری نگاه

## خدمات بانکداری الکترونیکی:
اینترنت بانک
Hibank
همراه بانک
تلفن بانک
درگاه پرداخت
رمز آفرین
انواع کارت های اعتباری و هدیه
پایانه های فروش (Pos)

## مسئولیت های اجتماعی:
بانک کارآفرین با توجه به اهمیت مسئولیت اجتماعی فعالیت‌های گوناگونی را سرلوحه کار خود قرار داده است که از جمله می توان به: ساخت، تجهیز و بازسازی مدارس، تجهیز بیمارستان ها و مراکز درمانی، حمایت مالی از خیریه ها، اجرای پروژه‌های آبرسانی به روستاهای کم برخوردار و حمایت مالی از انتشار کتاب اشاره کرد.